# هارلي ويبستر
هارلي ويبستر (بالإنجليزية: Hargreaves Ogilvie Webster)‏ هو رسام توضيحي ومدرس أسترالي، (ولد في بانباري في أستراليا 1909  م).